# Herøy, Nordland
Herøy este o comună din provincia Nordland, Norvegia.